# Jack Cummings (réalisateur)
Jack Cummings est un producteur et réalisateur américain d'origine canadienne, né au Nouveau-Brunswick (Canada) le 16 février 1900, mort à Los Angeles (Californie) le 28 avril 1989.

## Biographie
Neveu de Louis B. Mayer, patron de la Metro-Goldwyn-Mayer, il y débute vers la fin des années 1920 et y fera toute sa carrière. S'il réalise quelques courts métrages dans les années 1930, il sera surtout producteur à partir de 1935, principalement de films musicaux, régulièrement jusqu'en 1964, avant un ultime film produit en 1976.

## Filmographie

### comme producteur
(sélection)
- 1936 : L'amiral mène la danse (Born to dance) de Roy Del Ruth
- 1936 : Tarzan s'évade (Tarzan escapes) de Richard Thorpe (non crédité)
- 1937 : Le Règne de la joie (Broadway Melody of 1938) de Roy Del Ruth
- 1938 : Surprise Camping (Listen, Darling), d'Edwin L. Marin
- 1940 : Broadway qui danse (Broadway Melody of 1940) de Norman Taurog
- 1940 : Two Girls on Broadway de Mervyn LeRoy
- 1940 : Chercheurs d'or (Go West) d'Edward Buzzell
- 1942 : Croisière mouvementée (Ship Ahoy) de Edward Buzzell
- 1943 : Mademoiselle ma femme (I dood it) de Vincente Minnelli
- 1944 : Le Bal des sirènes (Bathing Beauty) de George Sidney
- 1944 : Broadway qui chante (Broadway Rhythm) de Roy Del Ruth
- 1946 : Ève éternelle (Easy to wed) d'Edward Buzzell
- 1947 : L'Heure du pardon (The Romance of Rosy Ridge) de Roy Rowland
- 1947 : Sénorita Toréador (Fiesta) de Richard Thorpe
- 1949 : La Fille de Neptune (Neptune's Daughter) d'Edward Buzzell
- 1949 : Un homme change son destin (The Stratton Story) de Sam Wood
- 1950 : Trois Petits Mots (Three Little Words) de Richard Thorpe
- 1950 : Les Heures tendres (Two Weeks with Love) de Roy Rowland
- 1951 : Carnaval au Texas (Texas Carnival) de Charles Walters
- 1952 : Les Rois de la couture (Lovely to look at) de Mervyn LeRoy
- 1953 : Sombrero de Norman Foster
- 1953 : Embrasse-moi, chérie (Kiss Me, Kate) de George Sidney
- 1954 : Donnez-lui une chance (Give a Girl a Break) de Stanley Donen
- 1954 : La Dernière Fois que j'ai vu Paris (The Last Time I saw Paris) de Richard Brooks
- 1954 : Les Sept Femmes de Barbe-Rousse (Seven Brides for Seven Brothers) de Stanley Donen
- 1955 : Mélodie interrompue (Interrupted Melody) de Curtis Bernhardt
- 1956 : La Petite Maison de thé (The Teahouse of the August Moon) de Daniel Mann
- 1960 : Can-Can de Walter Lang (non crédité)
- 1962 : Appartement pour homme seul (Bachelor Flat) de Frank Tashlin
- 1964 : L'Amour en quatrième vitesse (Viva Las Vegas) de George Sidney
- 1976 : Pipe Dreams de Stephen Verona (en)

### comme réalisateur
(filmographie complète — courts métrages —)
- 1930 : Symphonie loufoque (Crazy House) (non crédité)
- 1932 : Over the Counter
- 1932 : Swing High (documentaire)
- 1933 : Hello Pop ! (en) (réputé perdu)
- 1933 : Nertsery Rhymes
- 1933 : Beer and Bretzels
- 1933 : Plane Nuts (en)
- 1933 : Stop, Sadie, Stop
- 1933 : Allez Oop
- 1933 : Motorcycle Mania